# Námestovo
Námestovo (ungarisch Námesztó, polnisch Namiestowo) ist die größte Stadt und Hauptort des gleichnamigen Okres im Norden der Slowakei.

## Lage und Allgemeines

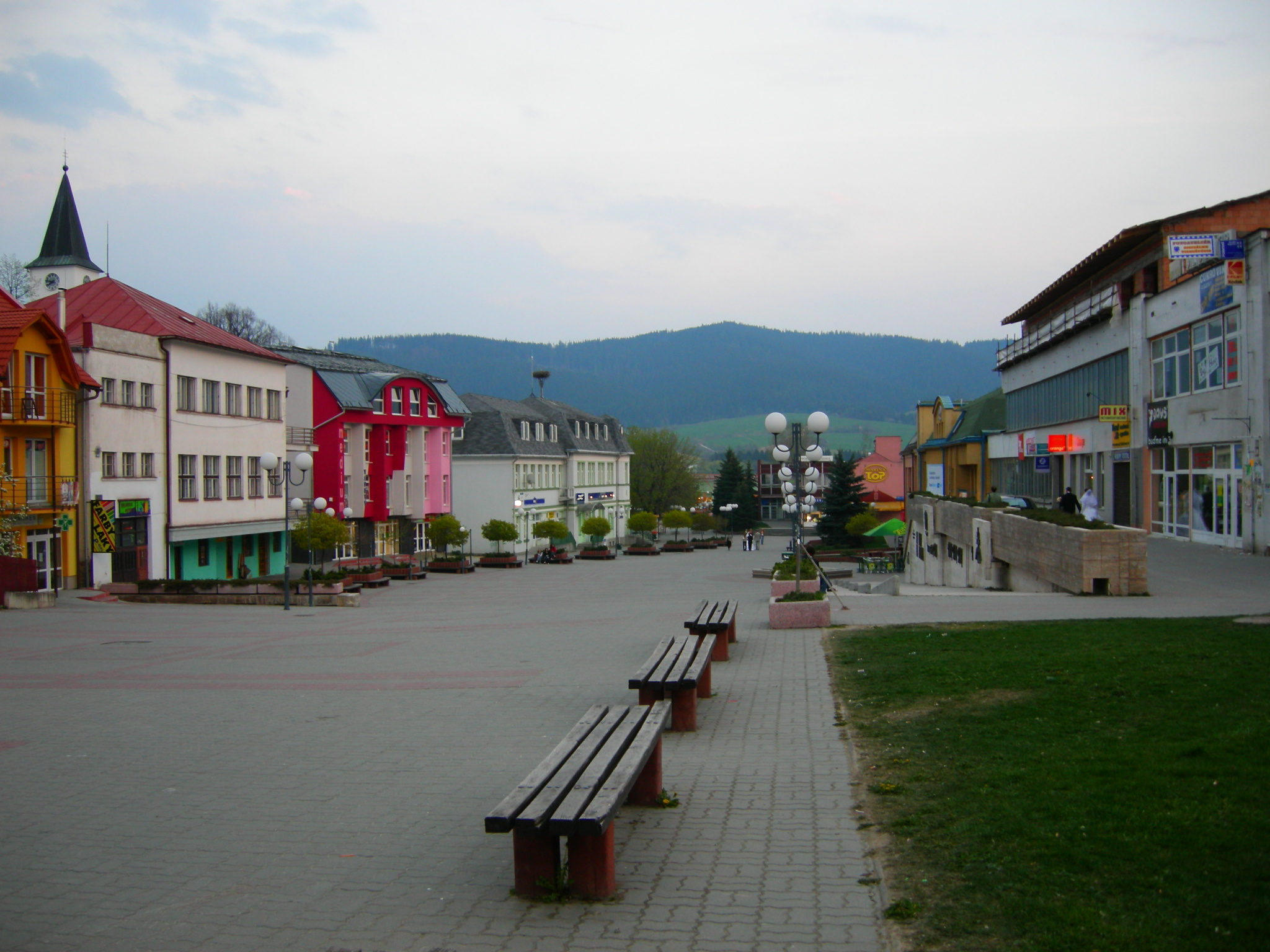
Hviezdoslav-Platz in der Stadt

Die Stadt liegt am westlichen Ufer des Arwa-Stausees (slowakisch: Oravská priehrada) und wurde 1558 zum ersten Mal schriftlich erwähnt.
Direkt am Seeufer befinden sich ein Großparkplatz mit Touristeninformationszentrum, ein Amphitheater für kulturelle Veranstaltungen sowie mehrere 2004 und 2005 errichtete Pensionen.
Im Norden der Stadt entstand unter der sozialistischen Herrschaft über die Slowakei eine Plattenbau-Siedlung, in der fast die Hälfte der Bevölkerung von Námestovo wohnt. Bedingt durch die Hanglage hat man jedoch von dort aus einen hervorragenden Blick über den Stausee.
Die Stadt ist über eine Brücke mit ihrem südöstlichen Gemeindeteil Slanická Osada verbunden, welcher aus dem im Stausee verschwundenen Ort Slanica, der 1953 eingemeindet wurde, entstand. Dieser Ortsteil schmiegt sich am Ufer des Stausees entlang und besteht hauptsächlich aus einer der größten Hotel-Gastronomiefachschulen der Slowakei (ca. 1000 Schüler) mit öffentlichem Restaurant- und Hotelbetrieb, mehreren Pensionen und Ferienheimen sowie privaten Ferienhäusern. Von hier aus fahren im Sommer auch Schiffe zur Museumsinsel auf dem Arwa-Stausee.
Am 25. Januar 2012 stürzte die örtliche Eislaufhalle am Hotel Altis Oravska ein. Bei der Katastrophe gab es jedoch keine Verletzten, da der frühere NHL-Profi Richard Zedník schnell reagierte und seine Mannschaft, rechtzeitig vom Eis nahm. Die Halle wurde erst im Sommer 2010 fertiggestellt und im November des gleichen Jahres eröffnet.

## Bevölkerung
| Jahr:                | 1994. | 2004.   | 2014.   | 2024.   |
| -------------------- | ----- | ------- | ------- | ------- |
| Anzahl der Personen: | 7839  | 8111    | 7888    | 7355    |
| Unterschied:         |       | +3,46 % | -2,74 % | -6,75 % |

| Jahr:                | 2023. | 2024.   |
| -------------------- | ----- | ------- |
| Anzahl der Personen: | 7465  | 7355    |
| Unterschied:         |       | -1,47 % |